# Acmadenia mundiana
Acmadenia mundiana là một loài thực vật có hoa trong họ Cửu lý hương. Loài này được Eckl. & Zeyh. mô tả khoa học đầu tiên năm 1835.

## Hình ảnh

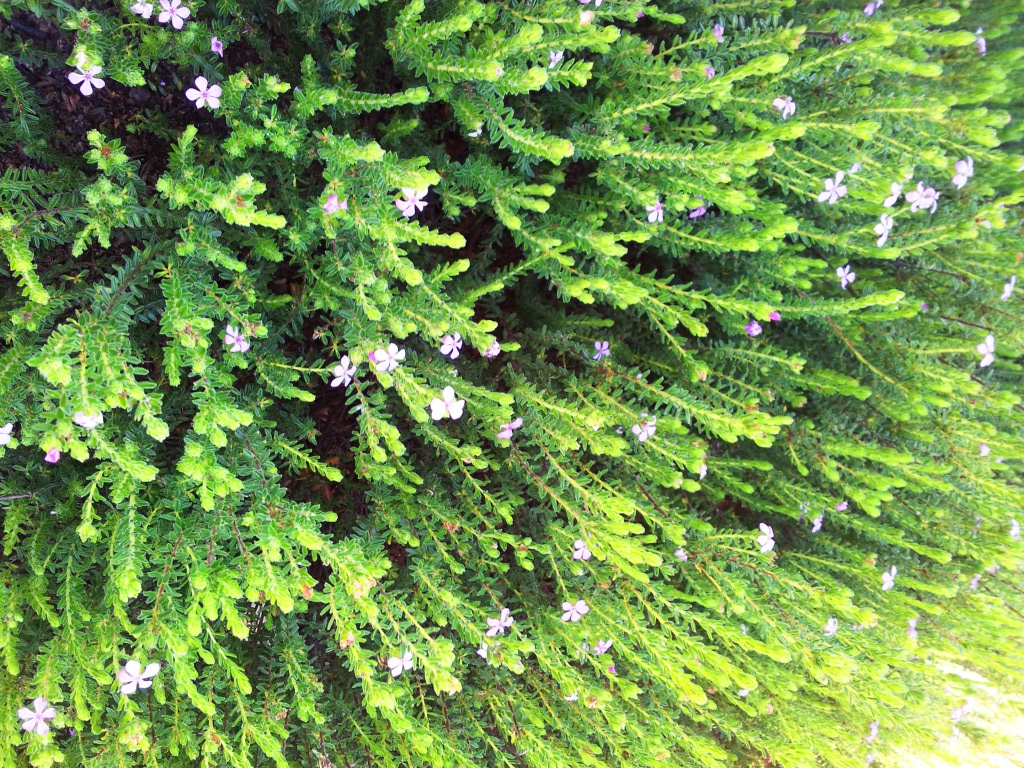
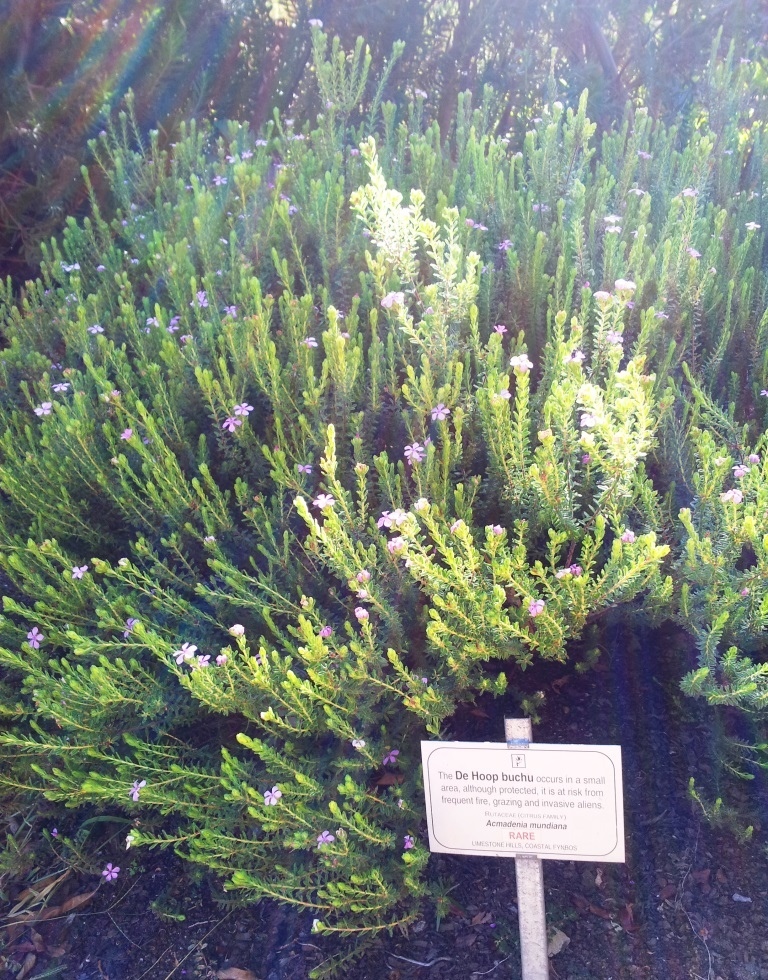
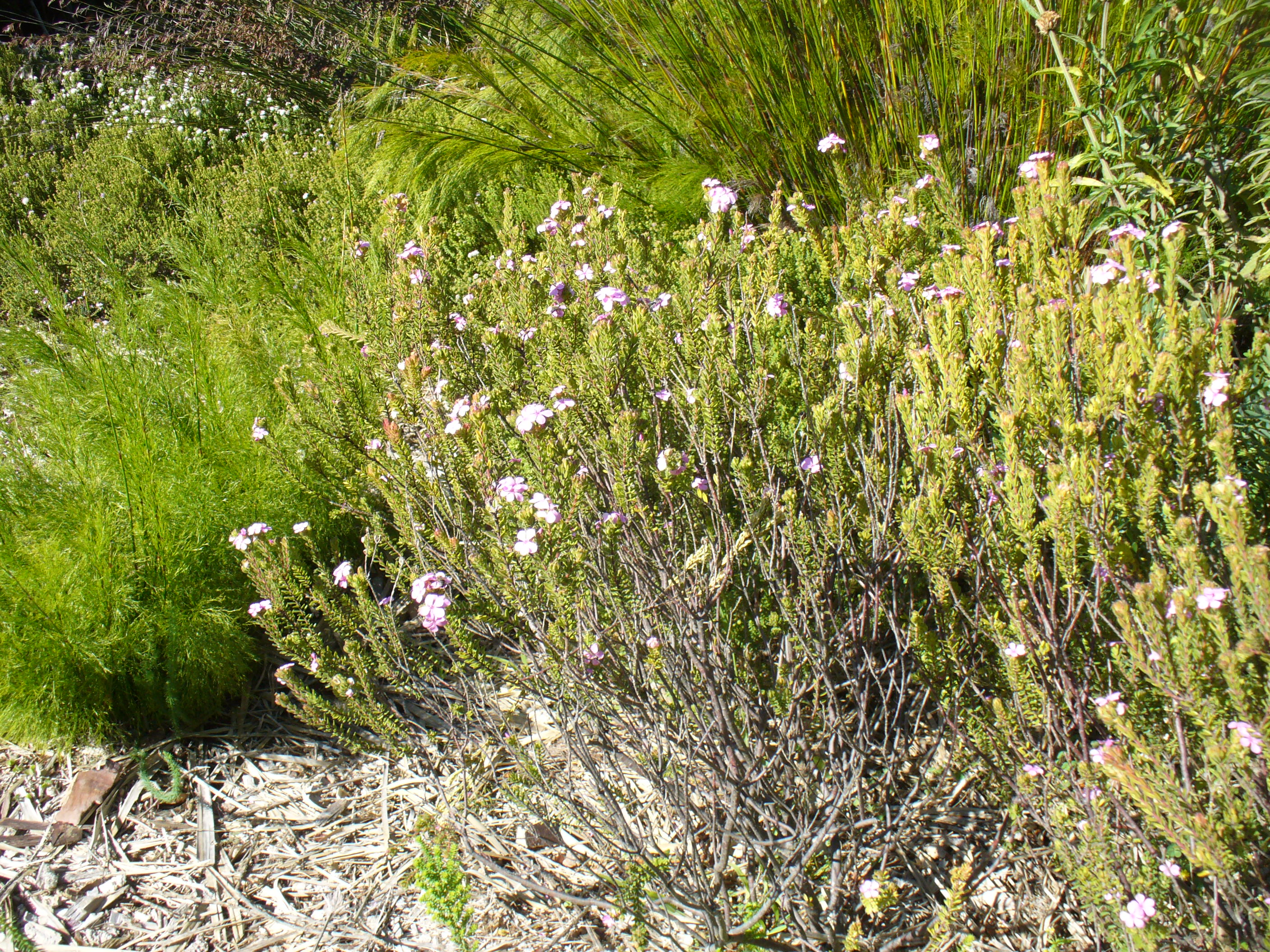